# Mimomyia femorata
Mimomyia femorata är en tvåvingeart som först beskrevs av Edwards 1936.  Mimomyia femorata ingår i släktet Mimomyia och familjen stickmyggor.
Artens utbredningsområde är Uganda. Inga underarter finns listade i Catalogue of Life.